# Spodosol

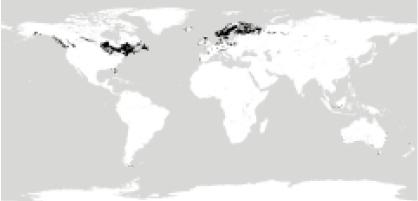
Gli Spodosol nel mondo.

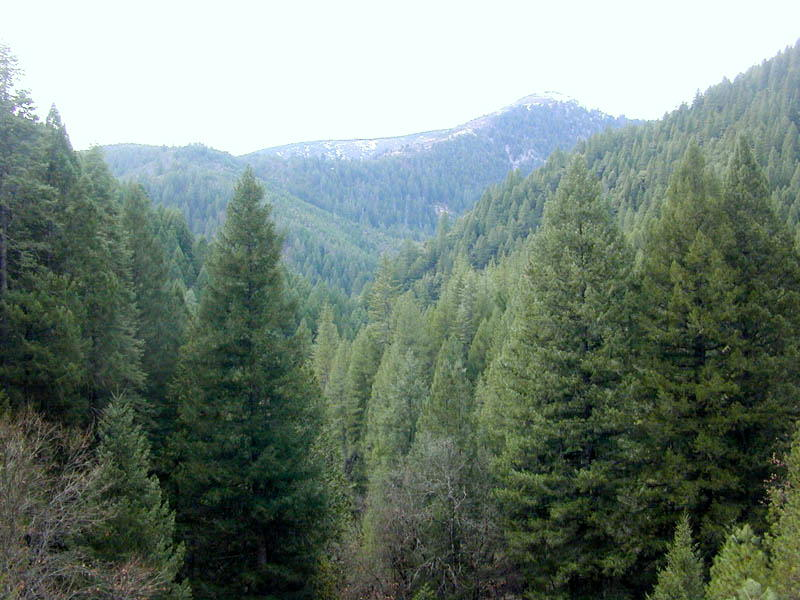
Il bioma tipicamente associato agli Spodosol è la foresta di conifere.

L'ordine degli Spodosol, indicato con il suffisso od, è uno dei dodici ordini della tassonomia del suolo secondo USDA.

## Caratteristiche
La caratteristica distintiva dei suoli di questo ordine è l'accumulo di composti amorfi fra sostanza organica umificata e alluminio e/o ferro; si osserva quasi sempre un orizzonte eluviale E, molto decolorato (orizzonte albico) e (sempre) un orizzonte B illuviale, dai colori vivaci, in cui si osserva accumulo di Al e Fe sotto forma di ossidi e idrossidi (orizzonte diagnostico spodico); si osserva talvolta anche accumulo di sostanza organica, in un orizzonte illuviale Bh posto fra i due orizzonti sopra descritti. L'ordine degli Spodosol contiene i suoli conosciuti storicamente come podzol.

Sono presenti in larga parte dell'Europa del nord, della Russia settentrionale e, in America, del Canada e degli Stati Uniti settentrionali; se ne osservano anche sulle maggiori catene montuose delle zone temperate, sotto foresta di conifere. Al di fuori di queste zone temperato-fredde si trovano degli Spodosuoli in alcune zone subtropicali umide, come ad esempio la Florida centrale, dove questi suoli (sottordine degli Aquod) sono estesi su vaste superfici.
Gli spodosuoli sono suoli a reazione acida; per questa loro caratteristica non sono ottimali per uno sfruttamento agricolo; tuttavia, in molte parti d'Europa e d'America sono coltivati da lungo tempo, anche con l'aiuto di ammendamenti.

## Sottordini
Gli Spodosol si dividono in quattro sottordini:
- Aquod: Spodosol che presentano condizioni aquiche;
- Cryod: Spodosol di climi freddi;
- Humod: Spodosol con arricchimenti di sostanza organica;
- Orthod: gli ortotipi, che rappresentano meglio le caratteristiche distintive dell'ordine.

### Aquod

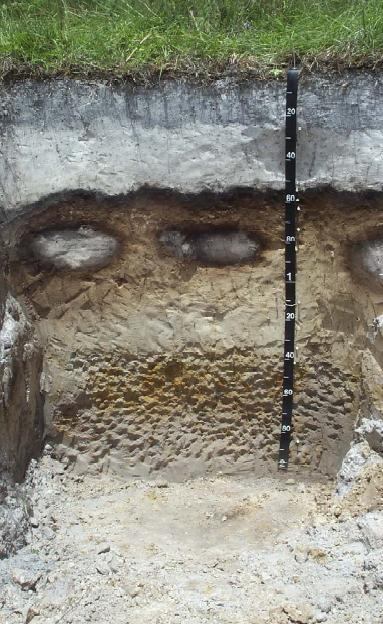
Ultic Alaquod, Florida.

Sono gli Spodosol in cui si osservano condizioni aquiche in uno o più orizzonti entro mezzo metro dalla superficie del suolo minerale. Queste condizioni di estrema umidità possono derivare sia dalla presenza di una falda acquifera subaffiorante o affiorante che da un clima molto umido. Gli Aquod devono inoltre presentare un epipedon histico oppure delle screziature redox entro mezzo metro dalla superficie del suolo minerale. Gli Aquod si sviluppano in diversi regimi di temperatura, dai climi freddi (regime di temperatura cryico, come ad esempio, localmente, sulle Alpi) fino alle zone calde semitropicali (regime di temperatura mesico, termico o ipertermico).
In alcuni Aquod si rinvengono orizzonti a fragipan; possono inoltre osservarsi anche degli Aquod con orizzonti parzialmente cementati da una componente amorfa costituita da materia organica e sesquiossidi, spesso saturati negli orizzonti ad essi sovrastanti. La presenza di uno strato difficilmente penetrabile dalle radici delle piante fa sì che queste siano estremamente superficiali; gli alberi sono pertanto soggetti ad abbattimenti a causa di vento forte o neve abbondante, che causano rimescolamenti del terreno e generazione di microrilievi.

Altri suoli del sottordine, ancora, manifestano arricchimenti relativi in alluminio, dato che il ferro è stato allontanato dal profilo oppure mancava nei materiali parentali.

Caratteristica peculiare degli Aquod è la presenza di un orizzonte placico o, in mancanza di esso, di un sottile orizzonte di transizione tra l'orizzonte albico e lo spodico.
Nei climi più tiepidi si rileva un orizzonte diagnostico albico, quasi bianco, spesso a sufficienza da poter sopravvivere anche alle arature; negli Aquod più umidi si vede invece un orizzonte superficiale quasi nero sovrastante un orizzonte spodico rosso scuro, pressoché privo di ferro.
Il sottordine degli Aquod si suddivide in sette grandi gruppi:
- Cryaquod: sono gli Aquod dei climi freddi, con un regime di temperatura cryico. Sono suoli poveri, piuttosto marginali, che supportano vegetazione naturale di foresta ad aghifoglie o tundra alberata. Dato che sono nello stesso tempo freddi e molto umidi, sono di nessun interesse agricolo.
- Alaquod: sono degli Aquod in cui l'orizzonte spodico è costituito da sostanza organica e alluminio, dato che il ferro ivi presente è stato allontanato, previa solubilizzazione, dalla falda acquifera oscillante.
- Fragiaquod: sono gli Aquod in cui si osserva uno strato a fragipan, frequentemente a profondità di 40-80 cm al di sotto della superficie del suolo minerale.
- Placaquod: gli Aquod con presenza di un orizzonte placico. Sono suoli piuttosto poco diffusi, e si sono rinvenuti solo in zone a clima oceanico molto umido, con vegetazione prevalente a ericacee.
- Duraquod: sono gli Aquod in cui si trova un orizzonte indurito, quasi sempre da composti amorfi formati da sostanza organica e ferro o alluminio; talvolta l'agente cementante è la silice. Come tutti i suoli con strati induriti, anche questi possono dare notevoli problemi alla radicazione delle piante.
- Epiaquod: gli Aquod soggetti a episaturazione, vale a dire presenza di falda idrica sospesa al di sopra di uno strato impermeabile o quasi.
- Endoaquod: gli Aquod soggetti a endosaturazione.

### Cryod
Sono gli Spodosol con regime di temperatura cryico, caratteristici dei climi freddi, alle alte latitudini o quote, in zone coperte da foresta boreale di conifere o tundra montana.
L'orizzonte albico, di eluviazione, è spesso molto sottile o intermittente, al contrario dell'orizzonte spodico ben espresso. Si possono trovare anche orizzonti induriti (ortstein, orizzonte placico); in alcuni suoli si osservano arricchimenti in carbonio organico.

In qualche caso si rileva del permafrost, a varie profondità al di sotto dell'orizzonte spodico; in altri casi, sempre nella parte al di sotto dell'orizzonte spodico, si osservano altri orizzonti diagnostici (argillico, kandico).
Il sottordine si divide in quattro grandi gruppi:
- Placocryod: sono i Cryod che presentano un orizzonte placico entro un metro di profondità dalla superficie del suolo minerale.
- Duricryod: i Cryod che manifestano, all'interno dell'orizzonte spodico o al di sotto, un orizzonte indurito che, se spesso più di 25 mm, viene descritto come orizzonte diagnostico ortstein. Il tutto deve trovarsi, con il suo limite superiore, entro un metro dalla superficie del suolo minerale.
- Humicryod: i Cryod in cui si osservano arricchimenti in carbonio organico (per la precisione, più del 6% in peso nell'orizzonte spodico). Se ne ritrovano sulle Alpi, in località particolarmente umide e fredde.
- Haplocryod: i Cryod "tipici", che rispecchiano con maggior precisione le caratteristiche salienti del sottordine: mancano gli orizzonti induriti e gli arricchimenti in carbonio organico.

### Humod
Sono gli Spodosol in cui si osservano, nell'orizzonte illuviale, arricchimenti in carbonio organico accompagnati a scarso ferro libero. I suoli non disturbati presentano un orizzonte albico molto decolorato, immediatamente soprastante a un sottile orizzonte di colore tendente al nero che diventa più arancione via via che si procede in profondità.
Il sottordine degli Humod si può ulteriormente dividere in quattro grandi gruppi:
- Placohumod: gli Humod in cui si osserva un orizzonte diagnostico placico.
- Durihumod: sono gli Humod in cui si ha un orizzonte cementato (duripan), più frequentemente da ossidi di ferro, più raramente da silice.
- Fragihumod: gli Humod in cui si osserva un fragipan al di sotto dell'orizzonte spodico.
- Haplohumod: gli Humod "tipici": si osserva generalmente un epipedon umbrico sovrastante un orizzonte albico di eluviazione, a sua volta sovrastante un orizzonte spodico che presenta un suborizzonte superiore, sottile, molto scuro.

### Orthod

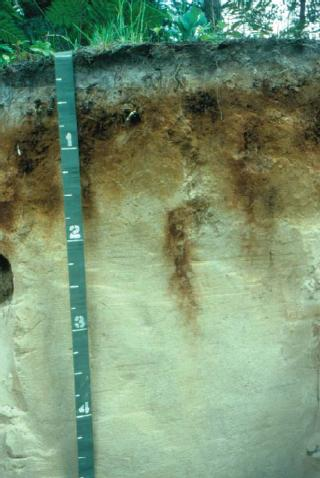
Entic Haplorthod, Michigan.

Gli ortotipi dell'ordine degli Spodosol; sono i suoli podzolici che si osservano più frequentemente in Europa e negli Stati Uniti, nelle zone temperate e temperato-fredde coperte da foresta di conifere.
Manca spesso l'orizzonte E di eluviazione in seguito a incompleta migrazione del ferro; talvolta può osservarsi un orizzonte a fragipan. Suoli disturbati possono ovviamente manifestare turbazioni, come orizzonti mescolati (derivanti da arature) o presenza di orizzonte albico molto sottile o intermittente (derivante da rimescolamenti meccanici dovuti alle radici "strappate" dal terreno durante la caduta degli alberi). Non si osservano condizioni di frequente saturazione idrica (si ricadrebbe altrimenti nel sottordine degli Aquod).

L'orizzonte spodico giace più frequentemente sulla roccia madre o su materiali incoerenti non pedogenizzati; tuttavia, si rileva talvolta la presenza di un sequum inferiore, costituito da un orizzonte argillico o kandico.
Il sottordine degli Orthod si suddivide ulteriormente in cinque grandi gruppi:
- Placorthod: gli Orthod in cui si può osservare un orizzonte diagnostico placico
- Durorthod: gli Orthod con presenza di strati induriti, frequentemente da ossidi di ferro o alluminio e sostanza organica, più raramente silice.
- Fragiorthod: gli Orthod con presenza di un orizzonte a fragipan al di sotto dell'orizzonte spodico.
- Alorthod: sono gli Orthod relativamente ricchi in alluminio piuttosto che in ferro; questa povertà può derivare da intensa lisciviazione o essere ereditata dai materiali parentali.
- Haplorthod: gli Orthod "tipici", senza strati induriti, fragipan e senza arricchimenti relativi in alluminio.